# Asanbaj Askarow
Asanbaj Askaruły Askarow (kaz. Асанбай Асқарұлы Асқаров, ur. 15 września 1922 we wsi Merky w Turkiestańskiej ASRR, zm. 13 sierpnia 2001 w Ałmaty) – radziecki i kazachski polityk, I sekretarz Komitetu Obwodowego Komunistycznej Partii Kazachstanu (1965-1978) w Ałma-Acie, Bohater Pracy Socjalistycznej (1982).
W 1939 ukończył Uczelnię Pedagogiczną we Frunze, po czym pracował w szkole z Pionierami i komsomolcami. W 1942 powołany do Armii Czerwonej, ukończył szkołę wojskową. Uczestnik wojny z Niemcami, od 1944 członek WKP(b), partyjny organizator w plutonie, potem batalionie i pułku, 1946 zdemobilizowany. W latach 1946–1951 I sekretarz Rejonowego Komitetu Komsomołu w rodzinnej wsi, później sekretarz i I sekretarz Komitetu Obwodowego Komsomołu w Żambyle. 1954 ukończył Wyższą Szkołę Partyjną przy KC KPZR, 1954-1958 I sekretarz dwóch partyjnych komitetów rejonowych, 1958-1959 przewodniczący Obwodowego Komitetu Wykonawczego w Żambyle, a 1959-1965 I sekretarz KPK obwodu żambylskiego. W latach 1965–1978 I sekretarz Komitetu Obwodowego KPK w Ałma-Acie, 1978-1985 I sekretarz Komitetu Obwodowego KPK w Szymkencie, 1966-1986 członek KC KPZR. Deputowany do Rady Związku Rady Najwyższej ZSRR od 7 do 11 kadencji.

## Odznaczenia
- Złoty Medal „Sierp i Młot” Bohatera Pracy Socjalistycznej (22 lutego 1982)
- Order Lenina (pięciokrotnie)
- Order Rewolucji Październikowej
- Order Czerwonego Sztandaru Pracy (dwukrotnie)
- Order "Otan" (Kazachstan)